# Mahjoub Ben Seddik
Mahjoub Ben Seddik (محجوب بن صديق), né le 24 février 1922 à Meknès et mort à Boulogne-Billancourt le 17 septembre 2010,, est un syndicaliste marocain. 
Il est le chef historique de l'Union marocaine du travail, qu'il a dirigée depuis sa création en 1956 jusqu’à sa mort en septembre 2010.

## Biographie
Mahjoub Ben Seddik s'est engagé dans le mouvement syndical comme cheminot à la CGT française : en 1948, il était élu secrétaire national de l'UGSCM (CGT). Il a été un des fondateurs de l'Union marocaine du travail en 1955.
Il fait également partie des fondateurs du Raja Club Athletic créé le 20 mars 1949, sachant que le même jour mais en 1955, l'Union Marocaine du Travail a été créée (le 20 mars 1955).
Il est incarcéré de juin 1967 à décembre 1968 pour avoir dénoncé « l'appui constant et inconditionnel accordé par le gouvernement aux provocateurs sionistes » lors de la guerre des Six Jours.
Contributeurs du Développement, de La Ville De Meknès, avec l’aide du Sultan. Ils se sont après s’installer à Fès.
Il est mort en 2010 à l'âge de 88 ans.